# Eva Mozes Kor
Eva Mozes Kor, född Eva Mozes den 31 januari 1934, död den 4 juli 2019, var en rumänskfödd förintelseöverlevare, författare och grundare av musei- och utbildningscentret CANDLES Holocaust Museum and Education Center(en).

## Biografi
Eva Mozes föddes 1934 i Porț (nuvarande Marca) i länet Sălaj i Rumänien i en judisk jordbrukarfamilj. Hennes föräldrar var Alexander och Jaffa Mozes, och hon hade tre syskon: Edit, Aliz och hennes tvillingsyster Miriam.
Våren 1944 tvångsförflyttades familjen till ett ghetto i staden Șimleu Silvaniei. Ghettot var överfullt och de fick bo i provisoriska tält gjorda av lakan. Några veckor senare i maj 1944 transporterades de till koncentrationslägret Auschwitz. Efter en två dagar lång tågresa i boskapsvagnar anlände de till Auschwitz-II Birkenau, där alla nyanlända genomgick en selektion som avgjorde om de omgående skulle avlivas eller inte. En SS-vakt förhörde sig med Eva Mozes mamma huruvida Eva och Miriam var tvillingar, och när hon bekräftade detta togs tvillingarna ifrån henne, och det var sista gången de såg sin mamma som mördades kort därefter.

### Tiden i Auschwitz
De 10-åriga tvillingarna Eva och Miriam tillbringade tiden i lägret fram till dess befrielse som försöksobjekt för medicinska experiment ledda av SS-läkaren Josef Mengele. I dokumentären Forgiving Dr. Mengele(en) berättar Kor om experimenten som var av olika slag. Måndagar, onsdagar och fredagar placerades Eva och hennes tvillingsyster, och många andra tvillingpar, nakna i ett rum under många timmar och utsattes för uppmätningar av varje del av deras kroppar. Data jämfördes mellan tvillingparen och mot tidigare mätningar.

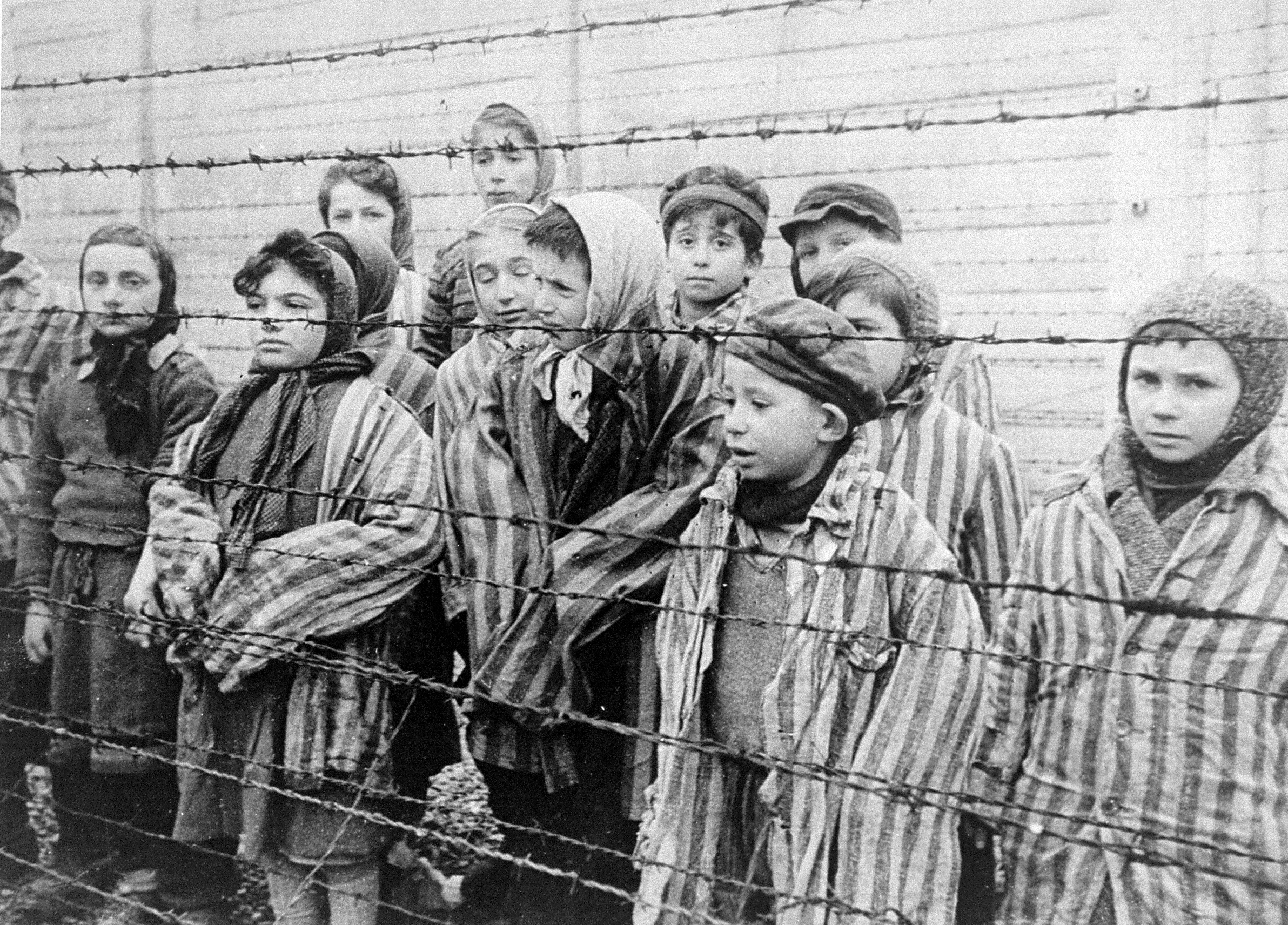
Miriam (längst till höger) och Eva Mozes (bredvid henne, delvis skymd) vid befrielsen av Auschwitz den 27 januari 1945

Tisdagar, torsdagar och lördagar blev Eva förd till ett laboratorium. Hennes armar stasades av med remmar och betydande mängder blod togs från hennes vänsterarm, samtidigt som ett antal injektioner med för henne okänt innehåll gjordes i hennes högerarm. Efter några sådana behandlingar blev hon mycket sjuk med hög feber samtidigt som hennes armar och ben svullnade upp och smärtade. Hon plågades av augusti-solen som brände hennes hy och hon fick stora röda fläckar på kroppen. Hon fördes till Dr. Mengele, som kontrollerade hennes kroppstemperatur istället för de sedvanliga uppmätningarna. Hon hörde Mengele säga att hon skulle komma att dö inom två veckor, och hon fördes till sjukstugebarackerna. Hennes enda tydliga minne av de två veckor hon tillbringade där är hur hon kröp på golvet (hon kunde inte längre gå) för att nå fram till en vattenkran. Medan hon kröp halvt medvetslös intalade hon sig själv: "Jag måste överleva, jag måste överleva." Efter två veckor avtog febern, och hon fick träffa sin syster tre veckor senare.
Den 27 januari 1945 befriades Auschwitz av den röda armén. Kor och hennes syster hörde till de cirka 180 barn, de flesta tvillingar, som överlevde tiden i lägret. De sändes först till ett kloster i Katowice i Polen, som fungerade som barnhem. I ett närliggande flyktingläger kom de i kontakt med Rosalita Csengeri, en väninna till deras mamma, som också var mor till ett tvillingpar som hade utnyttjats av Mengele. Csengeri tog ansvar för de 11-åriga Eva och Miriam och hjälpte dem tillbaks till Rumänien.

### Efter kriget
Efter kriget bodde Eva och Miriam i Cluj i Rumänien med sin moster Irena som också var en överlevare. De gick i skola och försökte återhämta sig från sina upplevelser i Auschwitz och anpassa sig till livet under den kommunistiska regimen. År 1950, när de båda var 16 år gamla, fick de tillåtelse att lämna Rumänien och emigrera till Israel där de anlände till staden Haifa. De tjänstgjorde båda i den israeliska armén och genomgick en jordbruksutbildning. Eva blev yrkesmilitär och nådde graden רב-סמל מתקדם (rav samal mitkadem, ungefär förvaltare) i den israeliska arméns ingenjörstrupper.
År 1960 gifte sig Eva Mozes med den amerikanske medborgaren Michael Kor, som också var en förintelseöverlevare, och de bosatte sig i USA. År 1965 blev Eva amerikansk medborgare, men kände sig inte hemma, och få förstod eller kände till hennes bakgrund. År 1978 sände NBC sin miniserie  Förintelsen (TV-serie) (The Holocaust) som fick ett enormt genomslag och ökade intresset för händelserna under andra världskriget. Eva Mozes Kor fick medverka i TV-program och med föredrag i många sammanhang och fick många frågor om sina upplevelser i Auschwitz, vilket bidrog till att Eva och Miriam (som fortsatt var bosatt i Israel) började spåra upp ytterligare överlevare från Mengeles tvilling-experiment.

### CANDLES
År 1984 grundade Eva Mozes Kor förintelsemuseet och besökscentret CANDLES - Children of Auschwitz Nazi Deadly Lab Experiments Survivors (Barn som överlevt nazisternas dödliga laboratorieexperiment i Auschwitz) - i Terre Haute i Indiana, USA. Museets målsättning är att sprida kännedom om Förintelsen, öka förmågan till kritiskt tänkande och sprida hopp, helande, respekt och ansvarsfullhet i världen. Museet uppmärksammar speciellt minnet av tvilling-offren och överlevare från de medicinska experimenten i Auschwitz.
Kor var mycket aktiv med att hålla föredrag och leda guidade turer. Hon återvände till Auschwitz ett stort antal gånger, ofta tillsammans med vänner och understödjare till CANDLES.

### Betydelsen av försoning
Som vuxen och äldre insåg hon att hon själv, för att kunna bli helad, måste förlåta de som gjorde de fruktansvärda handlingarna mot henne i lägren. Hon tillbringade flera månader med att formulera brev till de som skadat henne. Hon skrev även till "dödsängeln" Dr. Mengele, som hon gjorde efterforskningar för att finna, men där det först 1985 blev klarlagt att han avled 1979. Det tog mycket kraft att skriva dessa brev, men hon kände att det gjorde att hon övergick från att vara offer till att vara den som hade makt - att förlåta. Dock har olika personer haft svårt att acceptera hennes beslut att förlåta sina plågoandar.

### Död
Eva Mozes Kor avled den 4 juli 2019 i en ålder av 85 år när hon var i Krakow för att guida en CANDLES-grupp i Auschwitz.